# 玉出駅

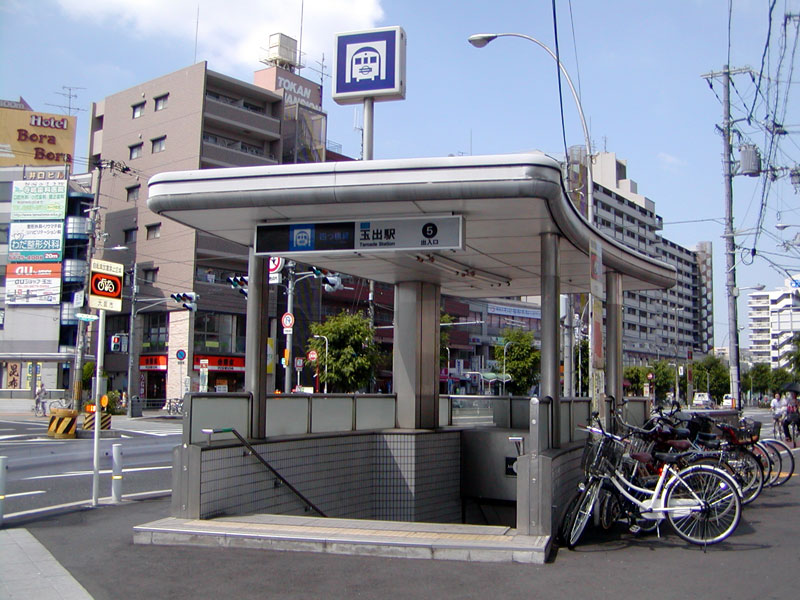
5号出入口（2008年7月）

玉出駅（たまでえき）は、大阪府大阪市住之江区粉浜西一丁目にある、大阪市高速電気軌道 (Osaka Metro) 四つ橋線の駅。住之江区および西成区の境界にあり、駅施設の大半は西成区側にある。駅番号はY19。

## 歴史
- 1958年（昭和33年）5月31日：3号線（現在の四つ橋線）の岸里 - 当駅間延伸時に開業。当初は南の終着駅であった。
- 1971年（昭和46年）6月1日：南改札にて、大阪市営地下鉄としては初めてとなる自動改札機を試験設置。[1]
- 1972年（昭和47年）11月9日：四つ橋線が住之江公園まで延伸、途中駅となる（直前に駅の位置を延伸に対応させるために少しずらし、現在地に移転）。
- 1974年（昭和49年）7月22日：分区により駅の所在地が住吉区から住之江区に変更となる。
- 2018年（平成30年）4月1日：大阪市交通局の民営化により、大阪市高速電気軌道 (Osaka Metro) の駅となる。
- 2025年（令和7年）1月30日：可動式ホーム柵の運用を開始[2]。

## 駅構造

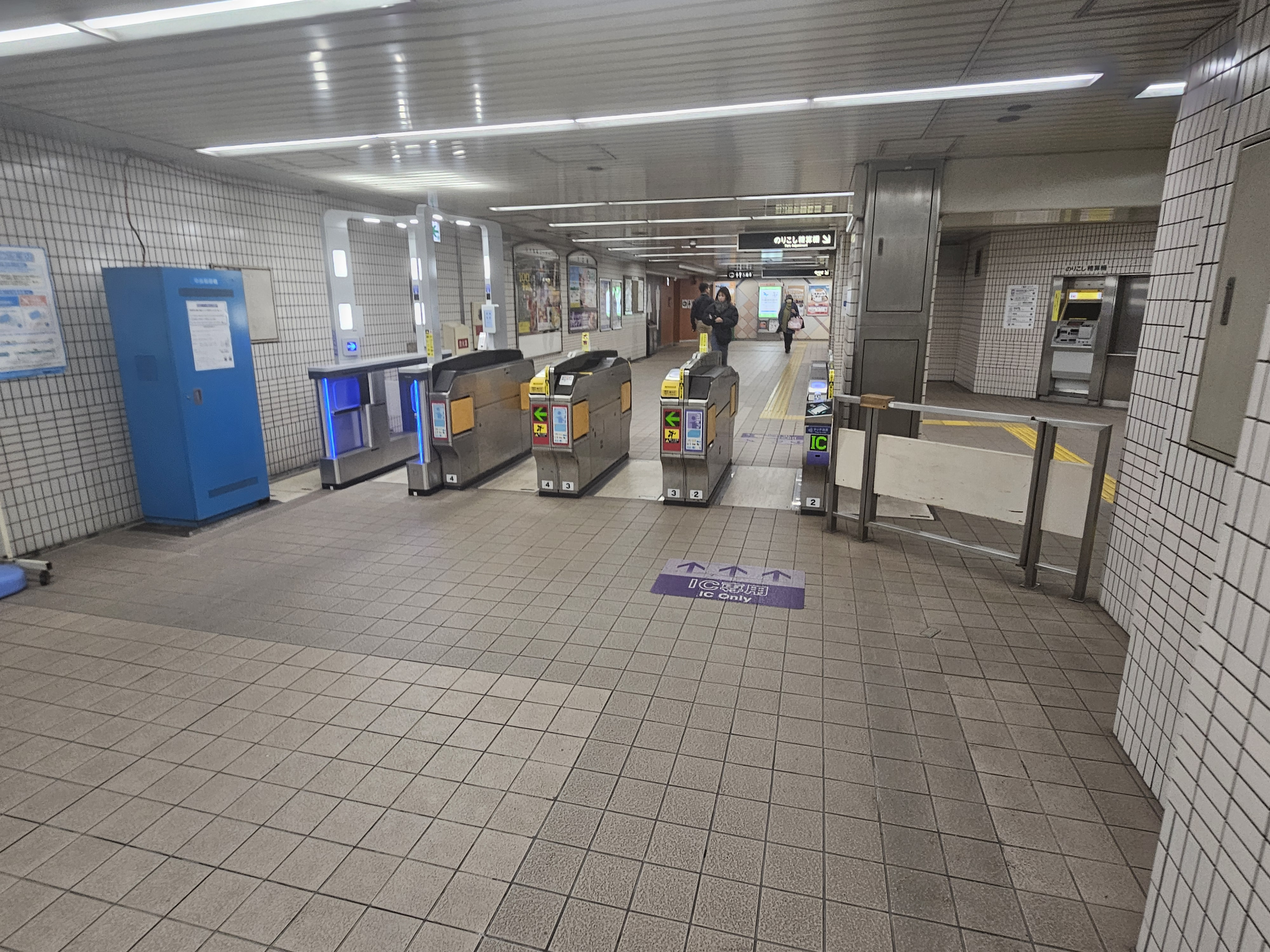
南改札（2025年2月）
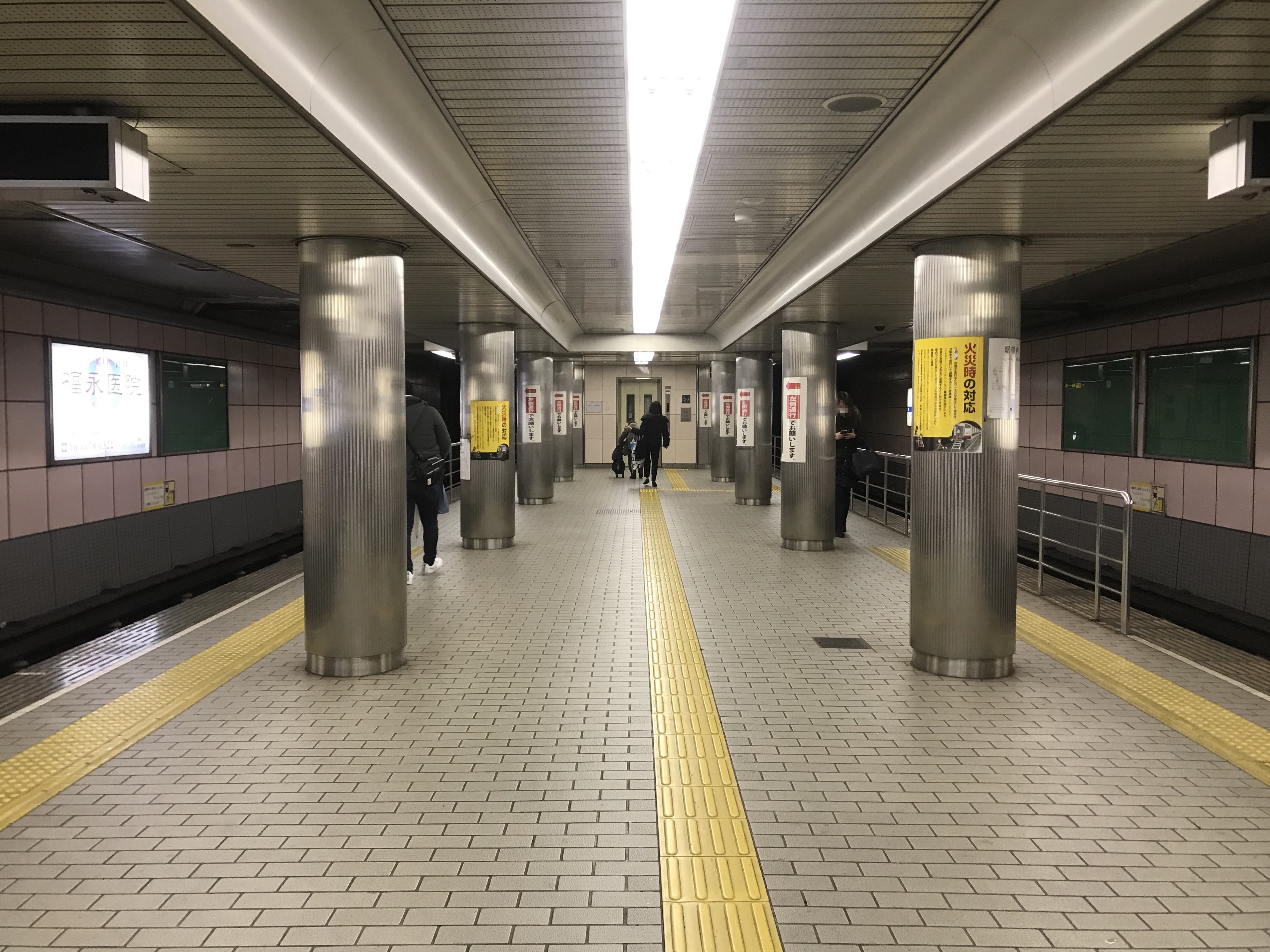
ホーム（2019年1月、ホーム柵設置前）
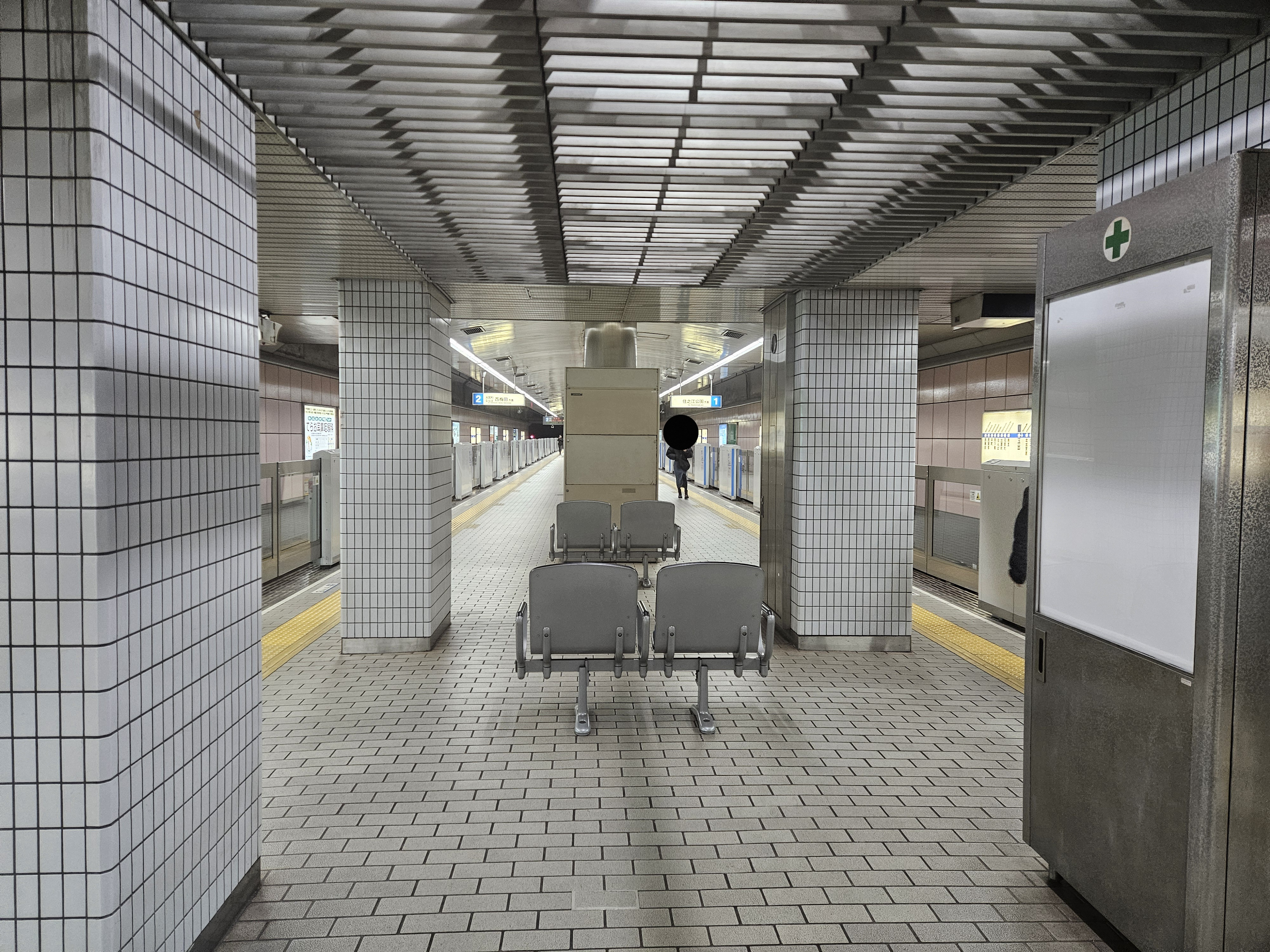
ホーム（2025年2月、ホーム柵設置後）
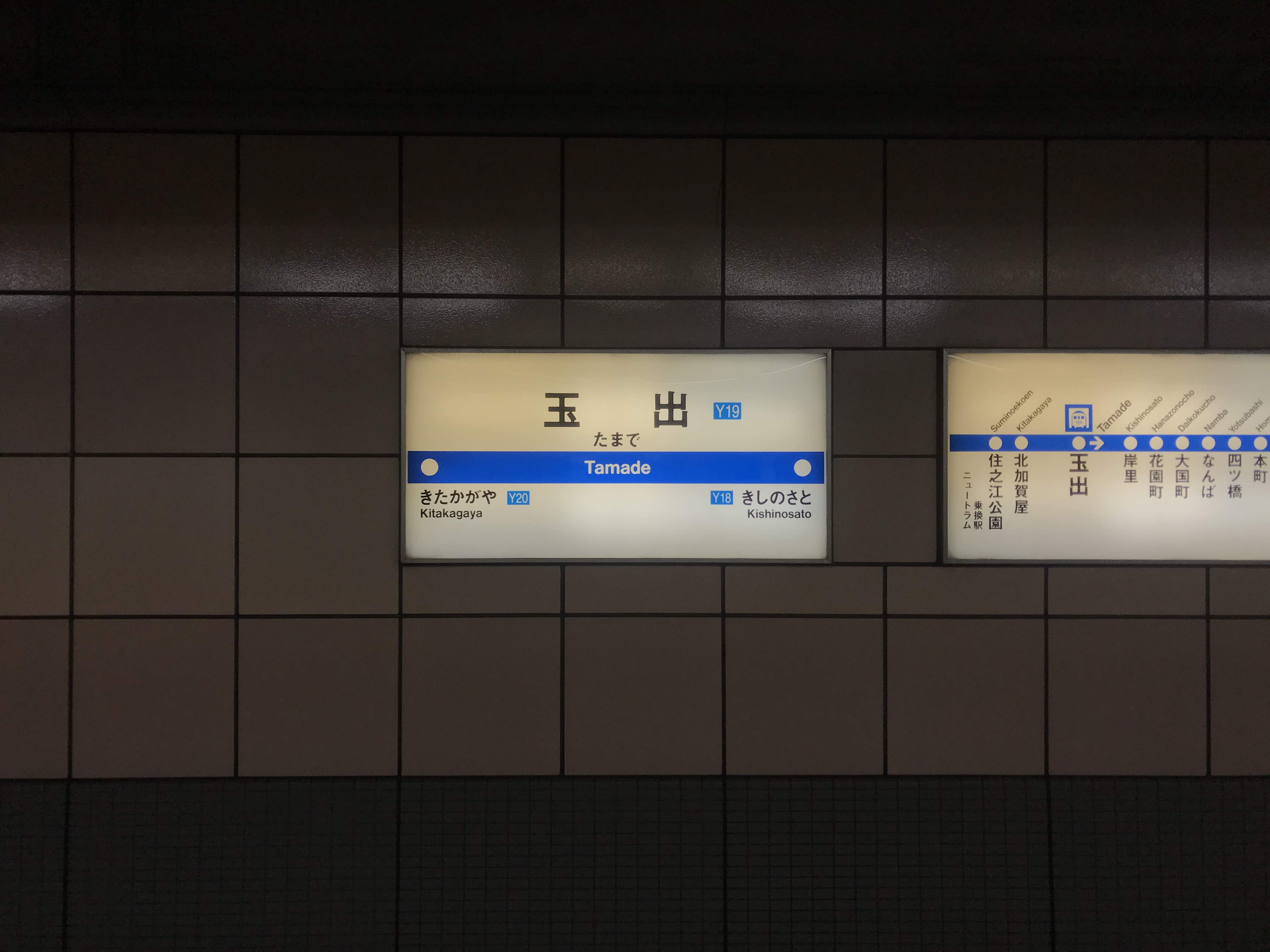
駅名標

島式ホーム1面2線の地下駅であり、西梅田側には渡り線がある。改札口は南北1ヵ所ずつ設けられている。
北口に1号出入口（国道26号東側のみ出入口があり、西側にはない）、南口には玉出交差点北東角に2号、南東角に3号（エレベーターもあり）、南西角に4号、北西角に5号の各出入口がある。北側にはエスカレーター、エレベーターはない。
当駅は、大国町管区駅に所属しており、岸里駅の被管理駅である。

### のりば
| 番線 | 路線     | 行先                       |
| ---- | -------- | -------------------------- |
| 1    | 四つ橋線 | 住之江公園方面             |
| 2    | 四つ橋線 | 大国町・四ツ橋・西梅田方面 |

### 出口
| 出口番号 | 出口周辺             | 接続改札 | 備考             |
| -------- | -------------------- | -------- | ---------------- |
| 1        | 生根神社             | 北改札   |                  |
| 2        | 大阪南労働基準監督署 | 南改札   |                  |
| 3        | シティバスのりば     | 南改札   | エレベーターあり |
| 4        | 住吉市民病院         | 南改札   |                  |
| 5        | シティバスのりば     | 南改札   |                  |

## 利用状況
2024年11月12日の1日乗降人員は19,192人（乗車人員：9,591人、降車人員：9,601人）である。四つ橋線全体では全11駅中9位、他線への乗り換えのない駅としては北加賀屋駅に次ぐ2位である。しかし北加賀屋駅と違い当駅は減少傾向である。
各年度の特定日における利用状況は下表のとおりである。なお1969・1995年度の記録についてはそれぞれ1970・1996年に行われた調査であるが、会計年度上表中に記載の年度となる。
| 年度               | 調査日   | 乗車人員 | 降車人員 | 乗降人員 | 出典          | 出典          |
| 年度               | 調査日   | 乗車人員 | 降車人員 | 乗降人員 | メトロ        | 大阪府        |
| ------------------ | -------- | -------- | -------- | -------- | ------------- | ------------- |
| 1966年（昭和41年） | 11月08日 | 20,132   | 18,537   | 38,669   |               | [ 大阪府 1 ]  |
| 1967年（昭和42年） | 11月14日 | 19,903   | 18,568   | 38,471   |               | [ 大阪府 2 ]  |
| 1968年（昭和43年） | 11月12日 | 16,324   | 18,630   | 34,954   |               | [ 大阪府 3 ]  |
| 1969年（昭和44年） | 01月27日 | 20,008   | 17,708   | 37,716   |               | [ 大阪府 4 ]  |
| 1970年（昭和45年） | 11月06日 | 21,579   | 19,734   | 41,313   |               | [ 大阪府 5 ]  |
| 1972年（昭和47年） | 11月14日 | 16,410   | 14,611   | 31,021   |               | [ 大阪府 6 ]  |
| 1975年（昭和50年） | 11月07日 | 14,114   | 12,772   | 26,886   |               | [ 大阪府 7 ]  |
| 1977年（昭和52年） | 11月18日 | 14,488   | 13,180   | 27,668   |               | [ 大阪府 8 ]  |
| 1981年（昭和56年） | 11月10日 | 14,494   | 13,719   | 28,213   |               | [ 大阪府 9 ]  |
| 1985年（昭和60年） | 11月12日 | 13,710   | 13,172   | 26,882   |               | [ 大阪府 10 ] |
| 1987年（昭和62年） | 11月10日 | 14,393   | 13,404   | 27,797   |               | [ 大阪府 11 ] |
| 1990年（平成02年） | 11月06日 | 13,198   | 12,626   | 25,824   |               | [ 大阪府 12 ] |
| 1995年（平成07年） | 02月15日 | 11,254   | 10,659   | 21,913   |               | [ 大阪府 13 ] |
| 1998年（平成10年） | 11月10日 | 11,059   | 11,020   | 22,079   |               | [ 大阪府 14 ] |
| 2007年（平成19年） | 11月13日 | 10,940   | 10,359   | 21,299   |               | [ 大阪府 15 ] |
| 2008年（平成20年） | 11月11日 | 10,846   | 10,274   | 21,120   |               | [ 大阪府 16 ] |
| 2009年（平成21年） | 11月10日 | 10,529   | 10,018   | 20,547   |               | [ 大阪府 17 ] |
| 2010年（平成22年） | 11月09日 | 10,398   | 9,863    | 20,261   |               | [ 大阪府 18 ] |
| 2011年（平成23年） | 11月08日 | 10,490   | 10,083   | 20,573   |               | [ 大阪府 19 ] |
| 2012年（平成24年） | 11月13日 | 10,364   | 9,980    | 20,344   |               | [ 大阪府 20 ] |
| 2013年（平成25年） | 11月19日 | 10,260   | 9,950    | 20,210   | [ メトロ 1 ]  | [ 大阪府 21 ] |
| 2014年（平成26年） | 11月11日 | 10,207   | 9,878    | 20,085   | [ メトロ 2 ]  | [ 大阪府 22 ] |
| 2015年（平成27年） | 11月17日 | 10,262   | 9,986    | 20,248   | [ メトロ 3 ]  | [ 大阪府 23 ] |
| 2016年（平成28年） | 11月08日 | 9,994    | 9,769    | 19,763   | [ メトロ 4 ]  | [ 大阪府 24 ] |
| 2017年（平成29年） | 11月14日 | 10,023   | 9,854    | 19,877   | [ メトロ 5 ]  | [ 大阪府 25 ] |
| 2018年（平成30年） | 11月13日 | 10,132   | 10,051   | 20,183   | [ メトロ 6 ]  | [ 大阪府 26 ] |
| 2019年（令和元年） | 11月12日 | 10,165   | 10,078   | 20,243   | [ メトロ 7 ]  | [ 大阪府 27 ] |
| 2020年（令和02年） | 11月10日 | 8,836    | 8,818    | 17,654   | [ メトロ 8 ]  | [ 大阪府 28 ] |
| 2021年（令和03年） | 11月16日 | 8,857    | 8,764    | 17,621   | [ メトロ 9 ]  | [ 大阪府 29 ] |
| 2022年（令和04年） | 11月15日 | 8,891    | 9,019    | 17,910   | [ メトロ 10 ] | [ 大阪府 30 ] |
| 2023年（令和05年） | 11月07日 | 9,156    | 9,128    | 18,284   | [ メトロ 11 ] | [ 大阪府 31 ] |
| 2024年（令和06年） | 11月12日 | 9,591    | 9,601    | 19,192   | [ メトロ 12 ] |               |

## 駅周辺
駅の北側の一帯が玉出、南側の一帯が粉浜となる。
社寺
- 生根神社

教育
- 大阪市立玉出中学校
- 大阪市立住吉第一中学校
- 大阪市立玉出小学校
- 大阪市立北粉浜小学校
- イトマンスイミングスクール 玉出校
- ハラダボクシングジム
- 大屋政子バレエM･O･M

医療
- オーク住吉産婦人科
- 住之江診療所 - 大阪市立住吉市民病院跡地。

金融・公共機関
- 三菱UFJ銀行 玉出支店
- 関西みらい銀行 玉出支店・玉出駅前支店
- 住之江粉浜西郵便局
- 大阪市水道局 西部水道センターサテライト（旧・粉浜営業所）

企業
- 肥塚味噌 本社
- コクミン 本社
- 西濃運輸 大阪支店

商業施設
- 玉出本通商店街
- スーパー玉出 本部
- カノー食品館アプロ たまで店・加賀屋店
- スーパーサンエー 住吉店
- おおさかパルコープ 粉浜店
- スギ薬局 玉出店
- マツヤデンキ 玉出店
- 会津屋 本店

交通
- 阪神高速15号堺線
- 国道26号
- 大阪府道5号大阪港八尾線
- 南海本線 岸里玉出駅（玉出口）- 1号出入口から徒歩8分 (650メートル)
- 阪堺電軌阪堺線 塚西停留場 - 2号・3号出入口から徒歩5分 (400メートル)

## バス路線
最寄り停留所は、地下鉄玉出となる。以下の路線が乗り入れ、大阪シティバスにより運行されている。
- 3号系統：出戸バスターミナル/地下鉄住之江公園
- 15号系統：フェリーターミナル駅前・南港南六丁目/地下鉄住之江公園
- 25号系統：住吉車庫前/地下鉄住之江公園

## ホームの柱
ホーム中央の柱には遠心力鋳鋼管が使われている。遠心力鋳鋼管をホームの柱として使用したのは、この駅が日本初である。この駅をきっかけにして、それまでの太い鉄筋コンクリート柱に代わり、細くて強い遠心力鋳鋼管による柱が主流となった。

## 隣の駅
大阪市高速電気軌道 (Osaka Metro)
 四つ橋線
岸里駅 (Y18) - 玉出駅 (Y19) - 北加賀屋駅 (Y20)
- ( ) 内は駅番号を示す。

### 記事本文